# Trebisacce
Trebisacce – miejscowość i gmina we Włoszech, w regionie Kalabria, w prowincji Cosenza.
Według danych na rok 2004 gminę zamieszkiwały 9023 osoby, 347 os./km².